# Hava Niruz
 Hava Niruz est un quartier du sud de Téhéran.